# Alexandre Cardunets
Alexandre Cardunets Cazorla (Barcelona, 1871-Badalona, 1944) fue un pintor, dibujante y grabador modernista español.

## Biografía

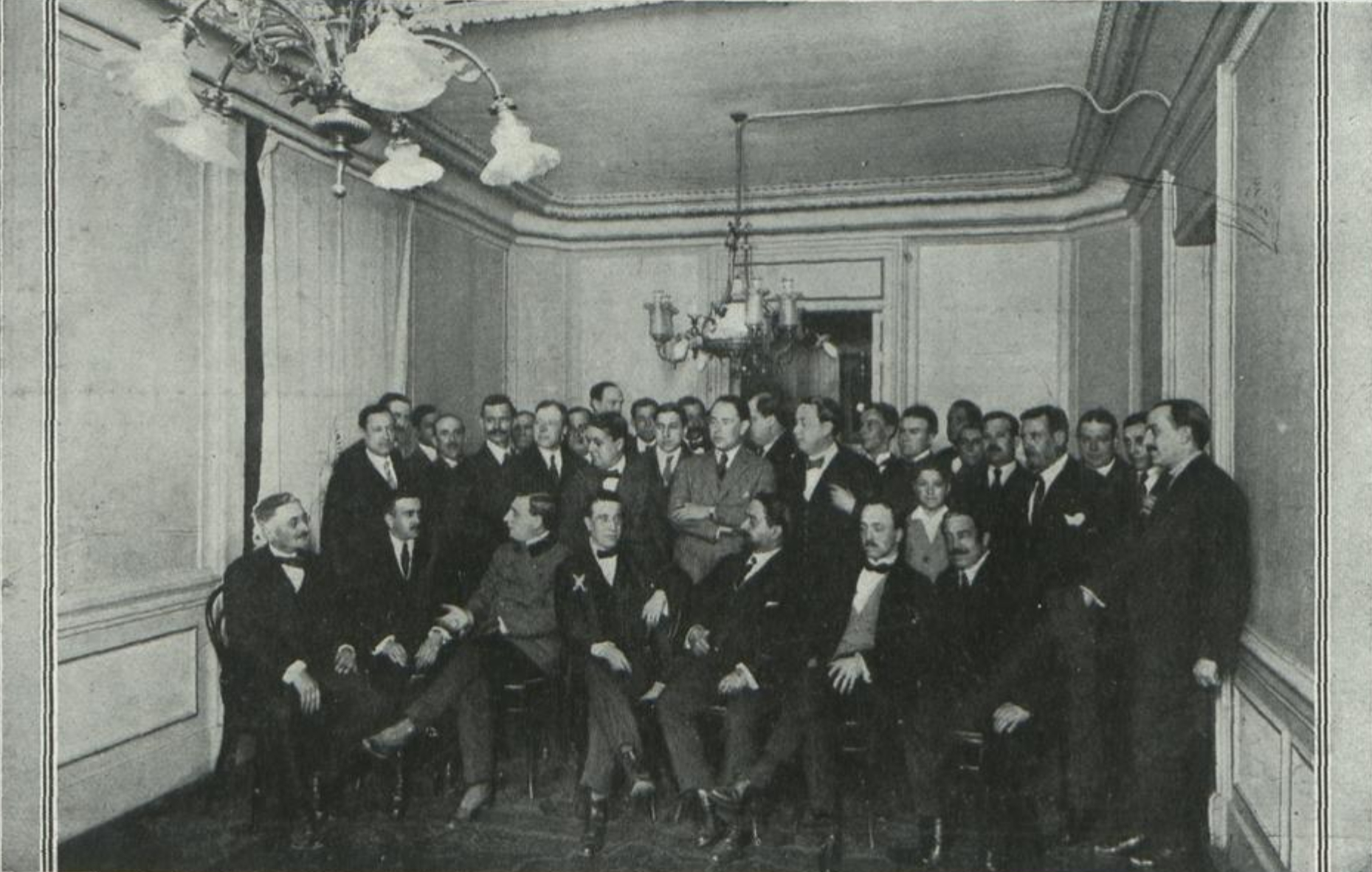
Alejandro Cardunets (x), vicepresidente del «Círculo Artístico», después del banquete celebrado en su honor por el éxito obtenido en su exposición de arte (La Hormiga de Oro, 29 de abril de 1916)

Nacido en Barcelona en noviembre de 1871, estudió en la Escuela de la Lonja de Barcelona, donde fue discípulo del grabador Miquel Campí, compaginando los estudios con un trabajo en un taller de litografía. Destacó en el dibujo, especialmente en vistas urbanas de Barcelona —sobre todo de Ciudad Vieja—, así como de Madrid y Toledo. Realizó también carteles y exlibris. Reunió diversos dibujos y litografías en su obra Barcelona Artística Monumental (1930).
Fue uno de los fundadores de Amics de l'Art Vell y presidente del Real Círculo Artístico de Barcelona (1927) y de Fomento de las Artes Decorativas (1923).
Fallecido hacia comienzos de septiembre de 1944, estuvo casado con Caridad Tallada Comella, de quien enviudó. Fue padre de la ceramista Amèrica Cardunets i Tallada.